# Mark Alford (Politiker)

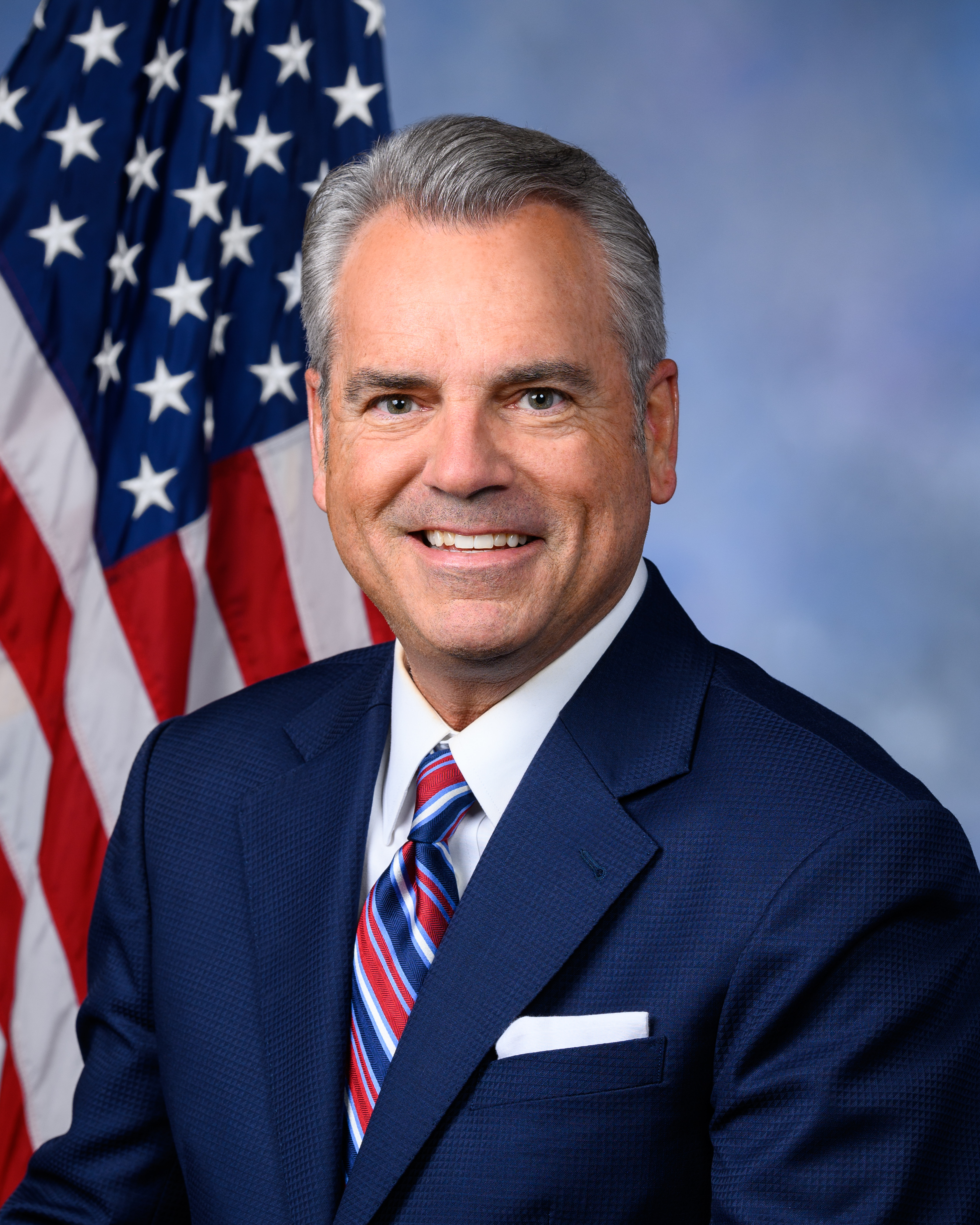
Mark Alford (2023)

Mark Allen Alford (* 4. Oktober 1963 in Baytown, Texas) ist ein US-amerikanischer Politiker und ehemaliger Fernsehjournalist, der seit 2023 als Mitglied der Republikanischen Partei den Bundesstaat Missouri durch den vierten Sitz im Repräsentantenhaus der Vereinigten Staaten vertritt.

## Persönliches Leben und Karriere
Alford wurde in Baytown geboren. Er besuchte die Sterling High School und die University of Texas at Austin, verließ jedoch das College ohne Abschluss.
Alford arbeitete von 1995 bis 1998 für KPRC-TV in Houston als Reporter und Wochenendmoderator für News 2 Houston. Davor war er Moderator für KDFW-TV in Dallas und Reporter bei WPTV-TV in West Palm Beach, KWTX-TV in Waco und KXAN-TV in Austin. 1998 ging er als Moderator für Fox 4 News zu WDAF-TV in Kansas City und blieb dort 23 Jahre lang. Am 8. Oktober 2021 gab er seinen Rücktritt bekannt.
Alford und seine Frau Leslie haben drei Kinder. Sie leben in Raymore, einem Vorort von Kansas City. Alford ist Mitglied der Evangel Church, einer Megachurch der Assemblies of God in Kansas City.

## Politische Karriere
Nachdem sich Vicky Hartzler zu ihrer erfolglosen Kampagne in der Senatswahl 2022 entschieden hatte gab Alford am 27. Oktober 2021 seine Kandidatur für die 2022 stattfindende Wahl zum Repräsentantenhaus der Vereinigten Staaten für den vierten Kongressbezirk von Missouri bekannt. Er gewann die republikanische Nominierung bei den Vorwahlen am 2. August gegen sechs Mitbewerber. Er gewann die allgemeinen Wahlen am 8. November gegen den Demokraten Jack Truman und den Libertären Randy Langkraehr mit 71,3 %. Bei den folgenden Kongresswahlen 2024 hatte er in der Vorwahl keinen Republikanischen Herausforderer. Die Hauptwahl im November gegen die Demokratin Jeanette Cass und den Libertären Thomas Holbrook gewann er erneut mit 71,1 %. Seine aktuelle Legislaturperiode im 119. Kongress der Vereinigten Staaten dauert noch bis zum 3. Januar 2027.